# Albert Châtelet
Pour les articles homonymes, voir Châtelet.
Albert Châtelet, né le 24 octobre 1883 à Valhuon (Pas-de-Calais) et mort le 30 juin 1960 à Paris, est un mathématicien et  homme politique français.

## Biographie

### Vie privée
Albert Jean-Baptiste François Joseph Châtelet est le fils de François Châtelet, instituteur, et de Marie Lefebvre.
Il épouse à Versailles, le 17 août 1909, Reine Céline Marguerite Brey. Le couple a neuf enfants dont le mathématicien François Châtelet ; Yvonne Châtelet, directrice du lycée de jeunes filles de Caen, puis du lycée Marie-Curie à Sceaux (Hauts-de-Seine) ; Jean Châtelet, proviseur du lycée Janson-de-Sailly. 

### Formation
Ses études à l'école primaire ont lieu dans la classe unique de son père, où se trouvent 51 élèves. Puis il devient interne au collège de Saint-Pol-sur-Ternoise. Il se montre brillant élève, cumulant les 1ers prix d'orthographe, de composition française, sciences, histoire, géographie, récitation, diction, et même chaque année un prix de « devoir de vacances ».
Il saute la classe de seconde et entre en classe de rhétorique. Après la première partie du baccalauréat, il est admis en classe de mathématique élémentaire. L'élève « très bien doué qui donne les plus grandes espérances », selon son professeur de physique, obtient un 5e accessit de mathématiques au concours général des lycées et collèges.
Albert Châtelet ne va pas oublier le collège où il a effectué sa scolarité : en 1939, il intervient pour favoriser la construction d'un nouvel établissement après l'incendie qui a ravagé le bâtiment principal de l'ancien, et en 1946, malgré sa nomination en Sorbonne, il préside la distribution des prix du mois de juillet.
Après la deuxième partie du baccalauréat, il entre en classes préparatoires au lycée de Douai, qui depuis porte son nom : lycée Albert-Châtelet.
Il effectue son service militaire d'octobre 1904 à octobre 1905
Entré à l'École normale supérieure en 1905, il est reçu à l'agrégation de mathématiques en 1908. Il bénéficie d'une bourse de recherche à Paris de 1908 à octobre 1911. 

### Carrière professionnelle
Il est nommé professeur de lycée à Tours en octobre 1911 et le demeure jusqu'en janvier 1913. 
Docteur es sciences en 1913, il devient maître de conférences de mécanique à Toulouse, de janvier 1913 à août 1914.
Albert Châtelet est mobilisé en 1914, et passe toute la première guerre mondiale sous les drapeaux jusqu'en février 1919, officier de réserve au service de santé, également adjoint à l'ingénieur en chef d'artillerie chargé de questions de balistique.
En février 1919, démobilisé, il est nommé maître de conférences à Lille et le demeure jusqu'en janvier 1920. En plus de son service à la faculté des sciences de Lille, il est chargé d'un cours de mathématiques spéciales à l'Institut industriel du Nord (École centrale de Lille),. Il devient ensuite le 16 janvier 1920 professeur titulaire de mathématiques générales puis professeur de mécanique rationnelle et doyen de la faculté des sciences de Lille en 1921.
ll assure diverses missions : chargé de cours au Collège de France en 1912, jury du concours d'entrée à l'École normale supérieure, jury d'agrégation de mathématiques...
Le 1er juin 1924, il est nommé recteur de l'Académie de Lille. De ses treize années de rectorat, jusqu'au 1er janvier 1937, on retient le grand nombre de reconstructions scolaires de l’après-guerre, et les appuis qu’il a apportés aux « méthodes nouvelles » de l’enseignement. Sous son mandat, ont ainsi, entre autres, vu ou revu le jour, deux facultés, deux maisons d'étudiant et le lancement de la construction de la cité hospitalière de Lille (centre hospitalier régional universitaire de Lille)
De 1937 à 1940, il est directeur de l'enseignement du second degré. Durant son court séjour au ministère de l’Éducation, il a participé à la « réforme Jean Zay » refusée par le Sénat, et reprise dans ses principes par la commission Langevin-Vallon en 1946. Très impliqué dans le scoutisme il fut aussi président des Éclaireurs de France.
Démis de ses fonctions par le régime de Vichy, le 30 septembre 1940, il quitte l'administration centrale du ministère pour être chargé d'un cours d'arithmétique à Caen le 1er octobre 1940.
En 1945, il est nommé à la chaire d'arithmétique et théorie des nombres de la faculté des sciences de Paris. Il a ouvert en France des voies de recherche offertes par l’école allemande d’arithmétique. En 1949, il succède à Jean Cabannes au décanat jusqu'à sa retraite en 1954. Il participe à l'élaboration du projet de construction de l’université Jussieu sur l’emplacement de l’ancienne halle aux vins.
Après sa retraite, il assume la présidence de l'Union rationaliste (1955-1960) et garde de nombreuses activités au sein d'associations mais pas uniquement, avec une constante, rendre service : Bureau universitaire de statistiques, BUS, 1954, directeur des mouvements de jeunesse et d'éducation populaire, vice-président de la commission nationale de l'Unesco, membre du directoire et du conseil d'administration du CNRS, conseiller du centre CEA de Saclay.

### Élection présidentielle de 1958
En 1957, il est le premier président du comité Audin. Alors que François Mitterrand, et Pierre Mendès France refusent de se présenter, il est le candidat de l'Union des forces démocratiques à la présidence de la République le 21 décembre 1958 : il arrive en troisième et dernière position du scrutin, avec 8,46 % des voix des grands électeurs.

### Mort et postérité
Il meurt à Paris le 30 juin 1960, à l'âge de 76 ans, des suites d'une crise d'urémie. Il est inhumé au cimetière du Montparnasse (division 11).
Albert Châtelet a tenu une place centrale dans les mathématiques en France, en assurant les nombreuses fonctions évoquées, en participant à de nombreux comités, conseils, en assurant différentes missions (comme au Viet-Nam en 1954), en participant à différentes manifestations (ex : membre du comité de préparation de la célébration du centenaire d'Henri Poincaré en 1954).

## Résultats électoraux

### Élection présidentielle
| Année | Parti | Parti | 1er tour | 1er tour | 1er tour | 1er tour |
| Année | Parti | Parti | Voix     | %        | Rang     | Issue    |
| ----- | ----- | ----- | -------- | -------- | -------- | -------- |
| 1958  |       | UFD   | 6 721    | 8,46     | 3e       | Éliminé  |

## Œuvres
Albert Châtelet est l'auteur de différents écrits :
- notes entre 1909 et 1922 aux comptes-rendus de l'Académie des sciences sur différentes questions d'arithmétique[3] ;
- collaboration à divers revues spécialisées en mathématiques ;
- ouvrages de mathématiques, en particulier plusieurs cours autographiés, livres scientifiques pour l'enseignement primaire et secondaire[4] ;
- ouvrages en collaboration ;
- activités de recherche[3].

Les travaux d'Albert Châtelet concernent la théorie des nombres et la théorie des groupes. Il est aussi l'auteur de plusieurs manuels. Il a exercé une grande influence sur l'école mathématique française et a tenu un grand rôle dans le renouveau des études de théorie des nombres et d'algèbre. Les surfaces de Châtelet ont été conçues par François Châtelet, son fils.

## Distinctions
- Officier d'académie le 4 septembre 1920[11].
- Doyen de la faculté des sciences de Lille, il est fait chevalier de la Légion d'honneur par décret d'octobre 1923.
- Officier de l'instruction publique le 16 novembre 1927[11].
- Recteur de l'Académie de Lille, il devient officier de la Légion d'honneur par décret du 12 décembre 1932.
- Directeur de l'enseignement du second degré au ministère de l'Éducation nationale, il est nommé commandeur de la Légion d'honneur par décret du 5 août 1938.
- Doyen honoraire de la faculté des sciences de Paris, il est élevé grand officier de la Légion d'honneur par décret du 2 février 1955[13].

## Postérité
Portent son nom :
- une médaille récompensant des recherches mathématiques ;
- un centre universitaire dans le 5e arrondissement de Paris ;
- un lycée de Douai, où Albert Châtelet a été scolarisé ;
- le lycée de Saint-Pol-sur-Ternoise, situé à côté de Valhuon, son village natal.
- Une résidence et un restaurant universitaire CROUS à Lille.